# Tomás Roncero
Tomás Gómez-Díaz Roncero (Villarrubia de los Ojos, Ciudad Real, 9 de mayo de 1965) es un periodista deportivo español, conocido por ser tertuliano de El Chiringuito de Jugones en MEGA. En prensa escrita, ocupa el cargo de subdirector del Diario AS. En radio, forma parte del equipo de comentaristas de Carrusel deportivo de la Cadena SER. 

## Biografía
Su padre es natural de Villarrubia de los Ojos y su madre de Herencia, ambas localidades de la provincia de Ciudad Real. Cuando apenas tenía 18 meses, su familia se trasladó a Madrid.
Licenciado en Ciencias de la información, rama de periodismo por la Universidad Complutense de Madrid, comenzó a trabajar como redactor en Madrid para dos diarios del Grupo Godó: Mundo Deportivo (1985-1989) y La Vanguardia (1989-1992).
Posteriormente pasó por la agencia de noticias Colpisa y en 1992 fue contratado por el diario El Mundo, donde permaneció nueve años. Más tarde recaló en la redacción de As, donde ascendió a redactor jefe y desde 2022 ejerce como subdirector. Durante su etapa se ha especializado en información sobre el Real Madrid, equipo del que es declarado seguidor.
Además de su trabajo en As, Roncero ha sido comentarista en los espacios de radio El larguero y Carrusel deportivo (ambos en la Cadena SER), El penalti (Onda Cero), El tirachinas (COPE), Punto pelota (Intereconomía) y El chiringuito de Jugones (Atresmedia).
Hizo un cameo en la película Torrente 5: Operación Eurovegas (2014) interpretando al seleccionador de Cataluña.